# La farsa continúa
La farsa continúa es la sexta producción de Fulano y la primera en formato DVD grabada el 10 de julio de 2009 en el teatro oriente, y lanzada el 6 de agosto de 2011 con motivo de la celebración de los 25 años y la reagrupación de la banda.
El concierto registrado en el DVD fue realizado la noche del 10 de julio de 2009, y marcó al mismo tiempo el regreso del sexteto tras un receso de seis años, el ingreso del joven pianista Felipe Muñoz al grupo tras la muerte de Jaime Vivanco, músico fundador de Fulano, y la celebración de los veinticinco años de carrera del grupo. El registro incluye además la intervención del equipo de la compañía teatral La Patogallina a cargo de las proyecciones visuales.

## Temas
1. Lamentos
2. Convicciones
3. Godzilla
4. Señor Gorro Capucho (+Solo de Felipe)
5. Sentimental Blues
6. Basura
7. Tango
8. Suite Recoleta
9. Fulano
10. La Historia

### Extras
- Intervenciones: Fabio Salas, Jordi Lloret
- Buhardillas (homenaje a Jaime Vivanco)

## Créditos
- Arlette Jequier voz y clarinete
- Cristián Crisosto composición, flauta traversa, saxo barítono, soprano y alto
- Jorge Campos bajo, voz y composición
- Jaime Vasquez flauta traversa y dulce, saxo tenor y alto
- Raul Aliaga batería
- Felipe Muñoz teclados